# Gaj (Uskoplje, BiH)
Gaj je naseljeno mjesto u općini Uskoplje, Federacija Bosne i Hercegovine, BiH.

## Stanovništvo

### 1991.
Nacionalni sastav stanovništva 1991. godine, bio je sljedeći:
ukupno: 323
- Muslimani - 227
- Hrvati - 88
- Srbi - 4
- ostali, neopredijeljeni i nepoznato - 4

### 2013.
Nacionalni sastav stanovništva 2013. godine, bio je sljedeći:
ukupno: 87
- Bošnjaci - 86
- Hrvati - 1